# Lawina błotna w Gansu
Lawina błotna w Gansu – lawina, która zeszła 8 sierpnia 2010 w Tybetańskiej Prefekturze Autonomicznej Gannan, w prowincji Gansu, w Chinach. Zabiła ona 1471 osób, wiele zostało rannych. 294 osoby uważa się za zaginione. Lawina zaskoczyła mieszkańców miasta, gdyż zeszła w godzinach nocnych. Lawina porwała ze sobą mnóstwo domów.
Akcja ratunkowa po lawinie była bardzo trudna do przeprowadzenia. Udział w poszukiwaniu zaginionych wzięło tysiące osób powiązanych z organami bezpieczeństwa, między innymi policjanci, żołnierze, strażacy i ratownicy medyczni. Wiele domów zostało przysypanych, dlatego chińska armia podjęła decyzję o podłożeniu ładunków wybuchowych w celu zapewnienia dostępu do zasypanych domów. Odnajdywanie osób uznawanych za zaginione bardzo ułatwiały krzyki, płacze itd. By lawiny znowu nie zaskakiwały ratowników, użyto materiałów wybuchowych w celu zniszczenia gruzów blokujących rzeki.
Mieszkańcy poszkodowanych terenów bardzo aktywnie włączyli się w akcję, np. nosząc dzieci na rękach. Aby zapobiec panice wywołanej przez tragiczne skutki lawiny, poszkodowanych zaopatrzono w namioty do spania, dostarczono także tony wody pitnej itp.
Tereny poszkodowane przez błotną powódź odwiedził premier Chin Wen Jiabao. Z kolei sekretarz stanu Hillary Clinton obiecała Chinom wsparcie, które zostanie wykorzystane do usuwania skutków lawiny. 15 sierpnia 2010 roku był dniem żałoby w Chinach.